# Liste der Kulturdenkmäler in Densborn
In der Liste der Kulturdenkmäler in Densborn sind alle Kulturdenkmäler der rheinland-pfälzischen Ortsgemeinde Densborn aufgeführt. Grundlage ist die Denkmalliste des Landes Rheinland-Pfalz (Stand: 17. Juli 2023).

## Denkmalzonen
| Bezeichnung                      | Lage            | Baujahr | Beschreibung | Bild                           |
| -------------------------------- | --------------- | ------- | --- | ------------------------------ |
| Denkmalzone ehemalige Wasserburg | Burgstraße Lage |         | Teile der spätmittelalterlichen Ringmauer mit Rundturm; Grundmauern älterer Wohnbauten; heutiges Wohnhaus, Ende des 16. Jahrhunderts, im 18. Jahrhundert überformt | weitere Bilder Fotos hochladen |

## Einzeldenkmäler
| Bezeichnung                                 | Lage                                                        | Baujahr    | Beschreibung                                                                                              | Bild                           |
| ------------------------------------------- | ----------------------------------------------------------- | ---------- | --- | ------------------------------ |
| Bahnhof Densborn                            | Bahnhofstraße 2/4 Lage                                      | gegen 1870 | Bahnhof der Eifelbahn; Stationsgebäude und separates Nebengebäude, gegen 1870                             | BW                             |
| Wegekreuz                                   | Bitburger Straße, Ecke Mürlenbacher Straße Lage             | 1639       | Schaftkreuz, bezeichnet 1639                                                                              | BW                             |
| Wegekreuz                                   | Hauptstraße, bei Nr. 9 Lage                                 | 1795       | barockes Schaftkreuz, bezeichnet 1795 (?)                                                                 | Fotos hochladen                |
| Katholische Pfarrkirche St. Maria Magdalena | Kirchstraße 1 Lage                                          |            | gotischer Chor und Turm                                                                                   | weitere Bilder Fotos hochladen |
| Kreuze                                      | Kirchstraße, bei Nr. 1 Lage                                 | 1633       | Schaftkreuz, Sandstein, bezeichnet 1633; ehemaliges Grabkreuz (?), eventuell noch aus dem 17. Jahrhundert | Fotos hochladen                |
| Wohnhaus                                    | Meisburger Straße 24 Lage                                   | um 1800    | barocker Putzbau, um 1800, alte Bruchsteinmauer                                                           | weitere Bilder Fotos hochladen |
| Wegekreuz                                   | Meisburger Straße, Ecke Kirchstraße Lage                    | 1633       | Schaftkreuz, bezeichnet 1633                                                                              | Fotos hochladen                |
| Wegekreuz                                   | nördlich des Ortes am Ufer der Kyll Lage                    | 1736       | Schaftkreuz, bezeichnet 1736                                                                              | BW                             |
| Bildstock                                   | östlich des Ortes beim Lindenhof Lage                       | 1645       | Kreuzigungsbildstock, bezeichnet 1645                                                                     | BW                             |
| Wegekreuz                                   | südöstlich des Ortes an einem Feldweg zum Kleinen Noll Lage | 1609       | Nischenkreuz, bezeichnet 1609 und 1876, umgearbeitet 1935                                                 | BW                             |

## Ehemalige Kulturdenkmäler
| Bezeichnung | Lage                       | Baujahr                                       | Beschreibung                                                                                             | Bild |
| ----------- | -------------------------- | --------------------------------------------- | --- | ---- |
| Quereinhaus | Mürlenbacher Straße 1 Lage | Mitte oder zweite Hälfte des 19. Jahrhunderts | Quereinhaus, Mitte oder zweite Hälfte des 19. Jahrhunderts, altes Hofpflaster; aus Denkmalliste gelöscht | BW   |